# 弗雷斯内达德拉谢拉
弗雷斯内达德拉谢拉，是西班牙卡斯蒂利亚-拉曼恰昆卡省的一个市镇。总面积32平方公里，总人口74人（2001年），人口密度2人/平方公里。